# كارولين برازير
كارولين برازير (بالإنجليزية: Caroline Brazier)‏ هي ممثلة أسترالية، ولدت في 1970 في برث في أستراليا.

## وصلات خارجية
- كارولين برازير على موقع IMDb (الإنجليزية)
- كارولين برازير على موقع ألو سيني (الفرنسية)
- كارولين برازير على موقع قاعدة بيانات الفيلم (الإنجليزية)